# Чадрамська Вас
Чадрамська Вас (словен. Čadramska vas) — поселення в общині Польчане, Подравський регіон‎, Словенія.